# Do Do Sol Sol La La Sol
Do Do Sol Sol La La Sol (도도솔솔라라솔, RR Dodosolsollalasol) ist eine südkoreanische Fernsehserie mit Go Ara, Lee Jae-wook und Kim Joo-hun. Sie wurde vom 7. Oktober bis zum 26. November 2020 auf KBS ausgestrahlt.

## Handlung
Goo Ra-ra ist eine selbstbewusste, aber unreife junge Pianistin mit einem strahlenden und fröhlichen Lächeln, die es schafft, jeden zum Lachen zu bringen. Sie macht gerne Witze und handelt selbst in den schwerwiegendsten Momenten unvorhersehbar. Doch als ihre Familie plötzlich bankrottgeht, ist sie sehr frustriert und erreicht einen den Tiefpunkt.
Auf der anderen Seite ist Sun Woo-joon ein unhöflicher und mysteriöser junger Mann, der ein warmes Herz hat, obwohl es ihm egal ist, was andere über ihn denken.
Beide treffen sich in der Klavierschule „La La Land“ und verlieben sich.

## Die Rollen

### Hauptrollen
- Go Ara als Goo Ra-ra (Park So-yi als junge Goo Ra-ra)
- Lee Jae-wook als Sunwoo Joon (Shim Ji-wan als junger Sunwoo Joon)
- Kim Joo-hun als Cha Eun-seok

### Nebenrollen

#### Einwohner von Eunpo
- Ye Ji-won[1] als Jin Sook-kyeong
- Shin Eun-soo als Jin Ha-yeong
- Yoon Jong-bin als Lee Seung-gi
- Lee Soon-jae als Kim Man-bok
- Song Min-jae als Shin Jae-min
- Park Sung-yeon als Mutter von Seung-gi
- Lee Sun-hee als Mutter von Ye-seo
- Kim Jung-yeon als Mi-ran

#### Leute um Sunwoo Joon
- Seo Yi-sook[2] als Jo Yoon-sil
- Choi Kwang-il als Sunwoo Myung
- Lee Shi-woo als Kim Ji-hoon
- Kwon Eun-bin als Jung Ga-yeong

#### Leute um Goo Ra-ra
- Um Hyo-sup als Goo Man-su
- Moon Hee-kyung als Gong Mi-sook
- Ahn Nae-sang als Secretary Moon, Man-su's secretary, he disappeared after the bankruptcy of Rara Cosmetics
- Moon Tae-yoo als Bang Jeong-nam
- Jeon Soo-kyung als Im Ja-kyung
- Kim Ju-yeon als Kim Si-ah

### Andere
- Choi Kwang-je als Chu Min-su
- Lee Soo-mi als Oh Young-joo
- Kang Hyoung-suk als Ahn Joong-ho
- Kim Bum-suk als Detective Kang Min-guk